# جبل هوتاكاداكى
جبل هوتاكاداكى هو جبل يقع في اليابان يبلغ ارتفاعه 3190 متراً فوق سطح البحر.